# الغلوبيولين المناعي لالتهاب الكبد ب
الغلوبيولين المناعي لالتهاب الكبد ب هو غلوبيولين مناعي بشري يستخدم لمنع تطور التهاب الكبد ب، ويستخدم لعلاج التعرض الحاد لمولد الضد السطحي لالتهاب الكبد ب.

## الاستخدامات الطبية
يُعتبَر الغلوبيولين المناعي لالتهاب الكبد ب وسيلة وقائية بعد التعرض لدى الأشخاص المعرضين لخطر الإصابة بالتهاب الكبد ب والذين قد تعرضوا مؤخرًا لسوائل جسم أفراد مصابين بالتهاب الكبد ب. ويشمل ذلك: أطفال الأمهات المصابات بالتهاب الكبد ب، والشركاء الجنسيين، والعاملين في مجال الرعاية الصحية، ورجال الشرطة، ورجال الإطفاء، والموتى. يوفر هذا الغلوبيولين مناعة مُحرَّضة مؤقتًا عن طريق انتقال الغلوبيولينات المناعية.
يُعطَى الغلوبيولين المناعي لالتهاب الكبد ب إما حقنًا عضليًا أو ضمن الوريد، اعتمادًا على المستحضر. تشمل الآثار الجانبية: ردود فعل تحسسية، وآلام ظهر، وشعور عام بعدم الراحة، وصداع، وآلام عضلات، وغثيان، وألم أو نزيف في موقع الحقن. يُعتبَر التحسس للغلوبيولين المناعي البشري مضاد استطباب. لم ينتقل فيروس نقص المناعة البشرية أبدًا عن طريق الغلوبيولين المناعي لالتهاب الكبد ب. مثل جميع المنتجات المشتقة من الدم، يكون انتقال البريونات ممكن.

### التلقيح المرافق
يجب إعطاء الغلوبيولين المناعي لالتهاب الكبد ب خلال 14 يومًا من التعرض لفيروس التهاب الكبد ب. يبلغ العمر النصفي للغلوبيولين المناعي لالتهاب الكبد ب نحو 3 أسابيع. بدلاً من الإعطاء المعزز للغلوبيولين المناعي لالتهاب الكبد ب، يبدأ التلقيح ضد التهاب الكبد ب مع الإعطاء الأولي للغلوبيولين المناعي لالتهاب الكبد ب، وبالتالي توفير حماية طويلة الأجل.
تصنف إدارة الغذاء والدواء الأمريكية الغلوبيولين المناعي لالتهاب الكبد ب بأنه من الفئة C فيما يخص السلامة أثناء الحمل.

### تجهيز
يُحضَّر الغلوبيولين المناعي لالتهاب الكبد ب من بلازما المتبرعين الذين لديهم مستويات عالية من الأجسام المضادة لمولد الضد السطحي لالتهاب الكبد ب. يُستخرَج بواسطة عملية Cohn II . أثناء العملية، تُبطَل فعالية الفيروسات، وفي الخطوات النهائية، تُزال المذيبات المستخدمة في المستحضر. يُفحَص المستحضر للتأكد من عدم وجود فيروس نقص المناعة البشرية، وفيروس التهاب الكبد سي، وفيروس الهربس، والفيروسات التنفسية المعوية اليتيمة.

## ماركات تجارية
- بايهب ب
- هيباغام ب (سوق الولايات المتحدة، يُعطَى وريديًا)
- هايبرهيب ب (سوق الولايات المتحدة، يُعطَى عضليًا)
- نابي-اتش بي
- نابي-اتش بي نوفال بلس
- زوتكترا (الاتحاد الأوروبي)